# Lonelyhearts
Lonelyhearts is een Amerikaanse dramafilm in zwart-wit uit 1958 onder regie van Vincent J. Donehue. De film is gebaseerd op het Broadway-toneelstuk Miss Lonelyhearts uit 1957 van Nathanael West en werd in Nederland uitgebracht onder de titel Eenzame harten.

## Verhaal
Hoofdthema in deze film is de smakeloze wijze waarop Amerikaanse kranten en tijdschriften hun correspondentierubrieken laten fungeren als bonte etalages, waarin menselijk leed ligt uitgesteld. Een jongeman genaamd Adam White ziet in zo een rubriek de start voor een journalistieke carrière. Hij probeert in de bar waar de hoofdredacteur William Shrike graag komt, indruk te maken op zijn vrouw Florence, zodat zij hem kan helpen aan een baan. William is een cynicus die het geloof in de mensheid heeft verloren omdat zijn vrouw hem meer dan tien jaar geleden eenmalig ontrouw is geweest. Het plannetje lukt: Florence stelt de jongeman, die ze vermoedelijk al een tijdje kent, voor aan haar man en William geeft hem een baan.
In tegenstelling tot zijn nieuwe baas, is Adam juist een meevoelende, begrijpende jongeman. Het conflict tussen deze twee mensen, hun totaal verschillende standpunten en hun reacties op het leed waarmee ze geconfronteerd worden, staat centraal in de film. De vader van Adam zit in de gevangenis, omdat hij zijn vrouw en haar minnaar heeft neergeschoten toen hij hen op heterdaad betrapte. Adam is daardoor geestelijk uit zijn evenwicht gebracht en het wordt er niet beter op, als hij opdracht krijgt zich bezig te houden met de problemen van wanhopige lezers. Hij trekt zich hun moeilijkheden zozeer aan dat het niet lang duurt, of hij lijkt een man op wiens schouders zorgen van de hele wereld drukken.
De hoofdredacteur geeft Adam opdracht om zich met een van de briefschrijvers persoonlijk in verbinding te stellen en aldus komt hij in contact met een neurotische, in haar huwelijk teleurgestelde vrouw, Fay Doyle, die hem verleidt. Als haar man dit ontdekt, trekt hij er met een revolver op uit om de ontrouw van zijn vrouw te wreken. Uiteindelijk haalt de bedrogen echtgenoot niet de trekker over, maar barst in tranen uit. Adam wordt vergeven door zijn verloofde Justy en neemt daarop ontslag. De hoofdredacteur verzoent zich met zijn vrouw, na haar tien jaar lang te hebben gestraft. 

## Rolverdeling
| Acteur             | Personage       |
| ------------------ | --------------- |
| Montgomery Clift   | Adam White      |
| Robert Ryan        | William Shrike  |
| Myrna Loy          | Florence Shrike |
| Dolores Hart       | Justy Sargeant  |
| Maureen Stapleton  | Fay Doyle       |
| Jackie Coogan      | Ned Gates       |
| Mike Kellin        | Frank Goldsmith |
| Onslow Stevens     | Mr. Lassiter    |
| Frank Maxwell      | Pat Doyle       |
| Frank Overton      | Mr. Sargeant    |
| John Gallaudet     | Johnny, barman  |
| Don Washbrook      | Don Sargeant    |
| Johnny Washbrook   | Johnny Sargeant |
| J.B. Welch         | Charlie         |
| Mary Alan Hokanson | Edna            |

## Productie
Voor schrijver-producent Dore Schary was deze film zijn eerste onafhankelijke klus: hiervoor werkte hij als studiohoofd voor Metro-Goldwyn-Mayer. Hij stelde regisseur Vincent J. Donehue aan, wiens achtergrond hoofdzakelijk in het theater lag. Dermate maakte hij deze film alsof het een toneelstuk was. Dit viel goed in de smaak bij de cast, velen van wie geschoolde toneelacteurs waren.
Hoofdrolspeler Montgomery Clift was tijdens de opnamen van deze film zodanig drank- en drugsverslaafd, dat hij korte draaidagen had. 

## Ontvangst
De film kreeg uiteenlopende reacties van de Nederlandse pers. Een criticus van De Tijd schreef met bewondering over hoe in de film "een simplistische opgezette psychoanalyse ontaardt in een rooskleurig eindigend melodrama": "Vincent J. Donehue heeft dit gegeven [..] op fascinerende wijze in beeld gebracht. Het contrast tussen het agressieve cynisme van de hoofdredacteur en de gevoelige nervositeit van de jonge journalist kreeg daarbij van hem een sterk en pakkend reliëf. [..] Lonelyhearts is een sombere, pessimistische, maar met zorg en durf gemaakte film, die zich, op het melodramatische geforceerd-rooskleurige slot na, in vele opzichten gunstig van de meeste Hollywoodse routineproducten onderscheidt."
Ook de recensent van De Telegraaf vond dat regisseur Donehue de toneelstukverfilming "bijzonder gevoelig" heeft geregisseerd en benadrukte daarbij dat de bezetting "ronduit volmaakt" is.
De criticus van Het Parool noemde de film daarentegen een "mislukt filmdrama" waarmee de filmmaker "te nadrukkelijk, te wijdlopig en te kras heeft willen doen": "Dit hele geval is behandeld met een mengeling van gewilde soberheid en vermoedelijk ongewilde, barre pathetiek. Een toch niet onbegaafd acteur als Montgomery Clift is daar peilloos diep aan ten offer gevallen. Robert Ryan is het meest geloofwaardig als een bijna ellendeling, Myrna Loy blijft een wezenloos vrouwtje."
Ook de recensent van de Volkskrant had kritiek op de film: "De menselijke samenleving wordt in deze film te véél bekeken door de psychiatrische bril. Ik geloof dat de moeilijkheid is geworden, dat de geconstrueerde situaties geen enkele dramatische werkelijkheid hebben gekregen in deze film. [..] En toch... men kijkt deze film geboeid aan, omdat men zo nadrukkelijk wordt geconfronteerd met menselijke gestalten die lelijk in de knoop zitten, vooral met zichzelf. Aangezien dit in de levende maatschappij ontelbare malen voorkomt, bestaat er nog een gerede kans, dat vele mensen door de film aangesproken zullen worden, omdat men bij het kennisnemen van typisch psychiatrische situaties zich gauw geneigd voelt tot identificatie met eigen problemen. De film raakt die problemen, hoewel krampachtig, nogal hardhandig aan, hetgeen het gesuggereerde beeld van moderne zielsproblematiek in de hand heeft gewerkt.

## Prijzen en nominaties
| Jaar | Prijs         | Categorie                | Genomineerde(n)   | Uitslag     |
| ---- | ------------- | ------------------------ | ----------------- | ----------- |
| 1959 | Oscars        | Beste Vrouwelijke Bijrol | Maureen Stapleton | Genomineerd |
| 1959 | Golden Globes | Beste vrouwelijke bijrol | Maureen Stapleton | Genomineerd |